# Ruth Brück
Ruth Brück, eigentlich Ruth Brück-Boltersdorf (* 1923 in Köln; † 27. Juli 1998 ebenda) war eine deutsche Schauspielerin.
Sie hatte zahlreiche Fernsehrollen. Unter anderem war sie in der Serie Verbotene Liebe in der Rolle der Erna Prozeski zu sehen. Daneben spielte sie 1976, 1979 und 1989 in drei Tatort-Folgen mit, außerdem 1993 in den Serien Stadtklinik und 1996 in Das Amt. Sie war weiterhin 1990 in einem bekannten Werbespot der Kampagne „Gib Aids keine Chance“ mit Hella von Sinnen und Ingolf Lück zu sehen.
Ruth Brück starb in ihrer Heimatstadt Köln an Herzversagen. Ihre letzte Fernsehrolle, Erna Prozeski, war in der Serie Verbotene Liebe etwa zwei Wochen zuvor durch Tod ausgeschieden.

## Filmografie (Auswahl)
- 1976–1989: Tatort
  - 1976: Zwei Leben
  - 1979: Die Kugel im Leib
  - 1989: Der Pott
- 1981: Tour de Ruhr – Folge 3 und 4
- 1983: Frau Juliane Winkler (TV)
- 1985: Hallo Oma (TV-Serie)
- 1985: Geschichten aus der Heimat (Fernsehserie) Episode: Der Müll ist weg – Es lebe der Müll!
- 1991: Unser Freund Anton (TV)
- 1991: Manta Manta
- 1993: Pension Schöller (TV)
- 1997: Post Mortem – Der Nuttenmörder (TV)
- 1997: Der Skorpion (TV)
- 1997–1998: Verbotene Liebe (TV-Serie)